# Gukei
Pour les articles homonymes, voir Sumiyoshi.
Gukei (具慶) ou parfois Ku K'uei, de son vrai nom Sumiyoshi Hirozumi (住吉広澄), nom familier: Naiki, nom monastique: Gukei est un peintre japonais du XVIIe siècle, né en 1631 et mort en 1705 à Edo.

## Biographie
Actif dans la région d'Edo, Gukei est un disciple de son père Jokei, fondateur de l'école Sumiyoshi. Il est attaché comme peintre officiel au gouvernement Tokugawa, en 1683, dignitaire religieux en 1692. Gukei est reconnu comme un spécialiste de la peinture de genre.

## Attributions
Quatre scènes (détails), de l'Épisode du « Genji-monogatari » lui sont attribuées. Cette suite d'une hauteur de 35 centimètres, la longueur n'est pas mentionnée, comporte 31 scènes. Ce commentaire dont on ne connaît pas l'origine est ajouté :
Du voyeurisme considéré comme un des beaux-arts... Mais que ne donnerait-on pour surprendre le frou-frou soyeux de ces longues chevelures à l'abandon! Véritables poèmes d'encre, rêvés par le pinceau le plus fin. Baudelaire — autre expert en la matière — s'y serait damné avec volupté.

## Musées
- Paris (Galerie Janette Ostier):

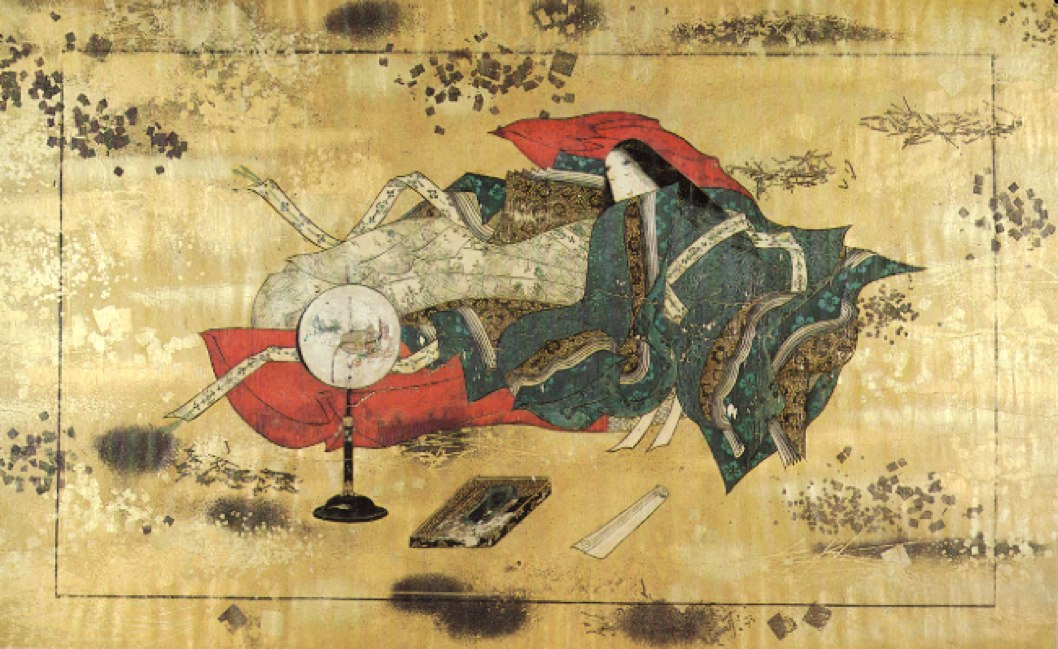
Épisode du Genji-monogatari (détail 4) par Gukei.

  - Épisode du « Genji-monogatari », (détail d'une suite de 31 scènes — Hauteur: 35 centimètres). Attribution.
- Tōkyō (Enshô-Ji):
  - Paysage de campagne à l'automne, couleurs sur papier, paire de paravents.
- Tōkyō  (Nat. Mus.):
  - Rakuchû Rakugai.
  - Kyoto et ses environs.